# Dragan Holcer
Dragan Holcer, né le 19 janvier 1945 à Zwiesel, un village de la commune de Berggießhübel en Allemagne, et mort à Split le 23 septembre 2015, est un joueur de football yougoslave,.
Défenseur de l'Hajduk Split, Holcer compte 52 sélections en équipe de Yougoslavie entre 1965 et 1974.

## Biographie
Dragan Holcer naît dans un camp de prisonniers de l'Allemagne nazie, pendant la Seconde Guerre mondiale. Il est le fils de Franc Holcer, un Slovène engagé au sein des Partisans de Yougoslavie, tué alors qu'il n'est pas encore né. Sa mère et ses sœurs sont alors emprisonnées dans un camp en Allemagne, où il nait. Après la guerre, la famille s'installe à Niš, où Dragan Holcer grandit. 
À 18 ans, il fait ses débuts au Radnički Niš, où ses qualités athlétiques et sa combativité sont remarquées en défense centrale. Le 19 septembre 1965, il intègre la sélection nationale. En 1967, il est recruté par l'Hajduk Split, un des principaux clubs du pays. En huit saisons, il y jouera 215 matchs de championnat (pour 0 but). Il remporte le championnat de Yougoslavie en 1971, 1974 et 1975, et la Coupe en 1972, 1973 et 1974. Il atteint aussi les demi-finales de la Coupe d'Europe des vainqueurs de coupe de football 1972-1973. 
Avec l'équipe de Yougoslavie, il participe notamment à l'Euro 1968 dont il dispute les finales comme titulaire. Il honore sa 52e sélection le 17 avril 1974.
En 1975, à 30 ans et après une saison marquée par les blessures, il quitte la Yougoslavie pour le VfB Stuttgart où il dispute en six saisons 179 matchs de championnat (2 buts). Il est vice-champion d'Allemagne en 1979, 3e les deux saisons suivantes. Il termine sa carrière après une dernière saison à Schalke 04 (12 matchs).